# Йозеф Неруда
Йозеф Неруда (чеськ. Josef Neruda; 16 січня 1807, Могельно — 18 лютого 1875, Брно) — моравський органіст і вчитель музики.

## Біографія
Вивчив основи гри на органах у монастирі Райград. У молодості він був помічником викладача в Намешті над Ославою, крім цього грав у гауґвітцькій каплиці та викладав фортепіано в Оломоуці. У 1832 році він прийняв пропозицію стати органістом у Брно. Цю посаду він зберігав 36 років.
У Йозефа Неруди було десять дуже талановитих дітей. Наприклад, його дочка Амалі Неруда (одружена з Вікенгаузером, 1834—1890) була талановитою піаністкою, одним з її учнів був Леош Яначек. Вільма Неруда була обдарованою скрипалькою, і група її прихильників, включаючи принца Уельського, пізніше короля Едуарда VII, подарувала палаццо в Асоло, поблизу Венеції. Ще одна дочка, Марія Неруда, також скрипалька, вийшла заміж за співака і композитора Фріца Арльберга.

Його син Франц Ксавер Неруда був великим віолончелістом, який згодом став професором консерваторій в Санкт-Петербурзі та Копенгагені.